# Serhan Hacıhüseyinoğlu
Serhan Hacıhüseyinoğlu (* 2. Oktober 1967 in Trabzon) ist ein ehemaliger türkischer Fußballspieler.

## Sportlicher Werdegang
Hacıhüseyinoğlu schloss sich 1992 dem Drittligisten İçel Poligücü an, mit dem er 1994 als Staffelsieger in die 2. Futbol Ligi aufstieg. Nachdem er beim 4:3-Erstrundenerfolg im Pokalwettbewerb 1992/94 bei Ceyhanspor alle vier Tore geschossen hatte, wurde er trotz der das Ausscheiden bedeutenden 0:2-Niederlage in der 2. Hauptrunde gegen Osmaniyespor gleichauf mit Schota Arweladse (Trabzonspor), Muammer Nurlu (Konyaspor), Saffet Sancaklı (Kocaelispor) und Bayram Ünlü (Gebzespor) Torschützenkönig des Wettbewerbs.
Im Sommer 1995 wechselte Hacıhüseyinoğlu zu Vanspor in die 1. Lig. Hier konnte er sich jedoch nicht dauerhaft durchsetzen und wurde im September 1996 an den Zweitligisten Belediye Bingölspor verliehen. Im Sommer 1997 wurde das Leihgeschäft mit dem mittlerweile drittklassig antretenden Klub erneuert, ehe er 1998 zum Drittligisten Tarsus İdman Yurdu transferiert wurde. Von dort wechselte er später zu Mezitlispor, wo er nach Erreichen des Torschützenkönigtitels in der Drittligaspielzeit 1999/2000 seine Karriere 2001 beendete.